# 환자

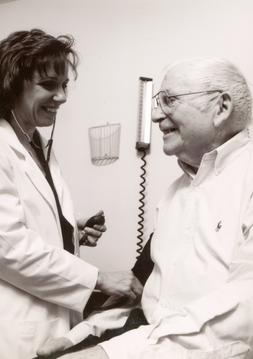
의사가 환자의 혈압을 재고 있다.

환자(患者) 또는 병자(病者), 병객(病客)은 의료 서비스를 받는 사람을 가리킨다. 환자는 대개 아프거나 외상을 입은 상태에 처해 있으며 의사, 고등 간호사, 수의사, 의료인으로부터 치료의 손길이 필요하다. 환자는 크게 외래환자와 입원환자로 나눌 수 있는데, 외래환자는 입원을 하지 않고 병원에 다니면서 진료를 받는 환자를 가리키는 반면, 입원환자는 병원에 입원하여 진료를 받는 환자를 가리킨다.

## 외래 환자와 입원 환자
외래 환자(outpatient)는 24시간 미만 입원하는 환자를 말한다. 반면, 입원 환자(inpatient)는 병원에서 특정되지 않은 시간 동안이나 여러 날에 걸쳐 머무르며, 혼수상태, 지속식물상태 등 일부 극심한 경우 (종종은 죽음에 이르기 전까지) 수년을 입원하기도 한다.

## 같이 보기
- 의사